# 前縁

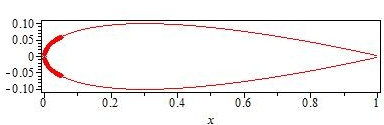
前縁が強調された空力面の断面

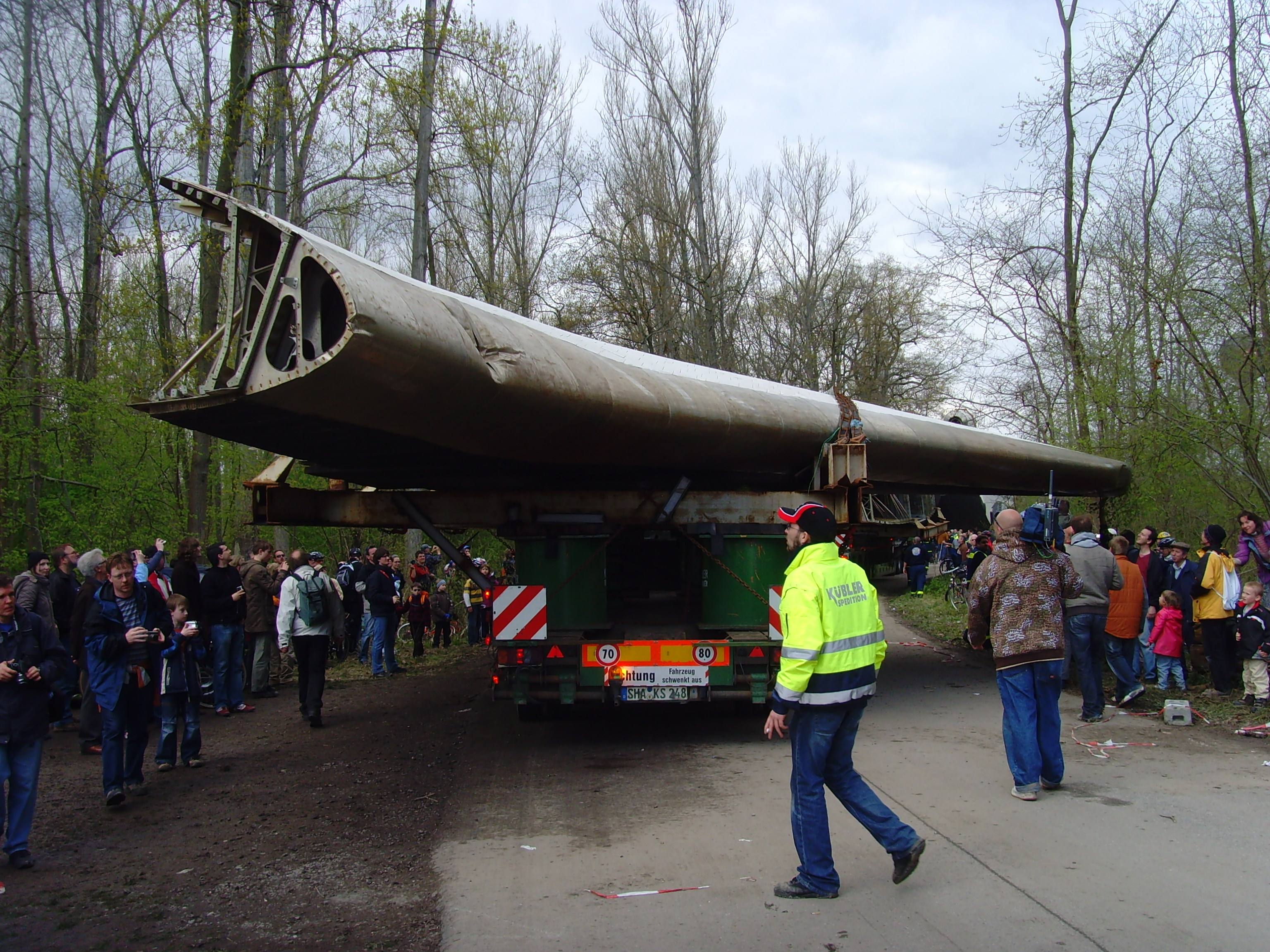
シュパイアー技術博物館に輸送されたブラン宇宙シャトルの最先端

前縁（ぜんえん、英語: Leading edge）とは、翼などの翼形部の最前縁であり、したがって、最初に対向する空気と出会う部分である。

## 特徴

### スイープ
平面図で見ると、前縁は直線、湾曲、ねじれ、またはこれらの組み合わせである可能性がある。まっすぐな前縁はスイープまたはスイープされない場合があるが、カーブまたはキンクは常に前縁の一部がスイープされることを意味する。
後退翼では、後退翼は通常、翼の25％弦線で測定されるため、後退翼の角度とは異なる場合がある。ただし、デルタ翼では、前縁後退が翼後退を定義する。

### 半径とよどみ点
丸みを帯びた前縁は、気流へのさまざまな入射角でスムーズな気流を維持するのに役立つ。したがって、ほとんどの亜音速翼は、丸みを帯びた前縁を持っている。丸めの程度は、そのポイントでのプロファイル半径によって特徴付けられる。
気流は分割され、翼の上または下を通過する。前縁プロファイルのよどみ点は、流れが分割され、上下に流れがない点です。入射角が変化すると、よどみ点が少し上下に移動する。
超音速飛行用に最適化された翼型は、抗力を最小限に抑えるために鋭い前縁を持っている。亜音速と超音速の両方で効率的に動作しなければならない航空機は、多くの場合、きつい丸みを帯びた前縁になる。

### ドループ
翼が高い迎え角までピッチングされると、翼の上の気流が途絶え、翼が失速する可能性がある。前縁を垂らすと、気流が翼に当たる角度が小さくなり、スムーズな気流を維持できるため、より高い角度とより低い対気速度で揚力が得られる。
多くの場合、問題は先端近くの外側の翼部分で最も深刻であるため、最先端の垂下は外側の部分にのみ適用されることがよくある。
最先端の垂下は通常の飛行で過度の抗力を引き起こす可能性があるため、可変位置の前縁のドループフラップが使用されることがある。可変ドループの代わりにクルーガーフラップがある。これは、前縁の下に沿って配置され、前縁の下にスロットを開くために展開されると前方および下方に展開される。

### 熱効果
高速航空機では、翼の前の空気の圧縮加熱が前縁の極端な加熱を引き起こす可能性がある。 2003年2月1日の再突入時に、スペースシャトル・コロンビアが破壊された主な原因は加熱であった。

## 前縁のデバイス
航空機の翼の前縁には、さまざまな目的のために1つまたは複数のデバイスまたはエクステンションを装備することができる。
- カフス（英語版）
- 防氷ブーツ
- ドループフラップ（英語版）とクルーガーフラップ（英語版）を含むフラップ
- 前縁のルートエクステンション（英語版）（LERX）
- スラット（英語版）
- スロット（英語版）
- ストールストリップ（英語版）
- ボルチロン（英語版）ボルテックスジェネレータ

## 帆船
風に向かって航行するとき、セイルボート（小型の帆船）を前方に推進する原動力は、飛行機の揚力を生み出す原動力と同じである。前縁という用語は、最初に風に接触する帆の部分を指す。帆による帆船の抗力の90％は帆の端からの渦放出の結果であるため、流れを妨げない細い先細りの前縁が望ましい。帆船は帆を支えるためにマストを利用し、抗力と帆の正味性能の低下を減らすために、設計者は、より空気力学的に成形されたマスト、回転マスト、翼マスト、またはマスト後部リグのように帆の後ろに配置されたマストを実験した。